# 拉博德
拉博德，是匈牙利绍莫吉州所辖的一个村。总面积66.51平方公里，总人口2055，人口密度30.9人/平方公里（2011年1月1日）。